# Colonia Mascías
Colonia Mascías é uma comuna da província de Santa Fé, na Argentina.